# توم هدسون
توم هدسون (بالفرنسية: Tom Hudson)‏
```
هو 
ممثل
 
فرنسي
، ولد في 1994 في 
فرنسا
.
[
2
]
[
3
]
[
4
]
```

## وصلات خارجية
- توم هدسون على موقع IMDb (الإنجليزية)
- توم هدسون على موقع ألو سيني (الفرنسية)
- توم هدسون على موقع قاعدة بيانات الفيلم (الإنجليزية)